# Cecropia obtusifolia
Cecropia obtusifolia là loài thực vật có hoa trong họ Tầm ma. Loài này được Bertol. mô tả khoa học đầu tiên năm 1840.